# Morsbronn-les-Bains
Morsbronn-les-Bains är en kommun i departementet Bas-Rhin i regionen Grand Est (tidigare regionen Alsace) i nordöstra Frankrike. Kommunen ligger i kantonen Wœrth som tillhör arrondissementet Wissembourg. År 2022 hade Morsbronn-les-Bains 680 invånare.

## Befolkningsutveckling
Antalet invånare i kommunen Morsbronn-les-Bains
| Referens: INSEE |